# Bienenbüttel (Ort)
Der Ort Bienenbüttel ist der Kernort der Einheitsgemeinde Bienenbüttel inmitten der Lüneburger Heide im Norden des Landkreises Uelzen, Niedersachsen, an der Grenze zum Landkreis Lüneburg zwischen Hamburg und Hannover.

## Entwicklung
Bienenbüttel ist aufgrund seiner Nähe und guten Verkehrsanbindung an die Metropolen Hamburg und Hannover in den letzten Jahren durch zahlreiche Neubaugebiete stark gewachsen. Dadurch wuchs Bienenbüttel mit den Ortsteilen Hohenbostel im Norden, Wichmannsburg im Osten, Neu-Steddorf und Steddorf im Westen zusammen. Durch die Ausweisung von Gewerbegebieten wurden auch lokal vermehrt Arbeitsplätze geschaffen, jedoch arbeiten die meisten Bienenbütteler außerhalb des Ortes.
| Jahr   | Einwohner |
| ------ | --------- |
| 1821 x | 0406      |
| 1823   | 0396      |
| 1848   | 0417      |
| 1880   | 0405      |
| 1932   | 0600      |
| 1939   | 0728      |
| 1949   | 1527      |
| 1950   | 866       |
| 1961   | 1761      |
| 1964   | 1919      |
| 1966   | 2174      |
| 1970   | 2128      |
| 2004   | 2793      |
| 2008   | 2741      |
| 2014   | 2684      |
| 2021   | 2580      |

## Geographie
Der Ort wird durchzogen von der Ilmenau. Das Ilmenautal geht allmählich in eine sanfte Moränenlandschaft über.

## Geschichte
Die Entstehung des Ortes wird auf die Furt durch die Ilmenau zurückgeführt, welche eine Verbindung ins Wendland ermöglichte, und eine gute Einnahmequelle (Zölle) für den Ort darstellte.
Nach der Bienenbütteler Heimatforschung wird der Ortsname direkt aus Biangibudiburg hergeleitet, welches erstmals in einer Urkunde Heinrichs II. vom 2. November 1004 erwähnt wird.
Dies spiegelt sich auch im Wappen des Ortes wider: Mit der Burg als Hinweis auf Biangibudiburg, mit der Waage als Zeichen der Gerichtsbarkeit, die der Vogtei Bienenbüttel bis Mitte des 18. Jh. beigegeben war, und dem Fisch als Merkmal für den Fluss Ilmenau und der früher vorhandenen Furt ins Wendenland.
Ob an dieser Stelle tatsächlich einmal eine Burg vorhanden war, ist allerdings bisher nicht erwiesen. Ebenso fehlen Angaben zum möglichen Bauherrn und zur Zeit. Neben der vorgenannten Urkunde wird in drei weiteren Urkunden das Gut Biangibudiburg als Besitz der Schwestern Imma und Frederuna bestätigt, die diesen Besitz dem Kloster Kemnade stifteten und unter den Schutz des Kaisers stellten.
Im Jahre 1252 erfolgte die erste Erwähnung als „Binebutle“ in einem Verzeichnis der Tafelgüter des Bistums Verden.
Am 1. Mai 1847 wurde die Bahnstation mit den Verladeeinrichtungen für landwirtschaftliche Produkte in Bienenbüttel eröffnet, die Verladeeinrichtungen sind heute nur noch teilweise erhalten und werden nicht mehr genutzt.
Seit 1978 ist Bienenbüttel ein staatlich anerkannter Erholungsort.

## Verkehr

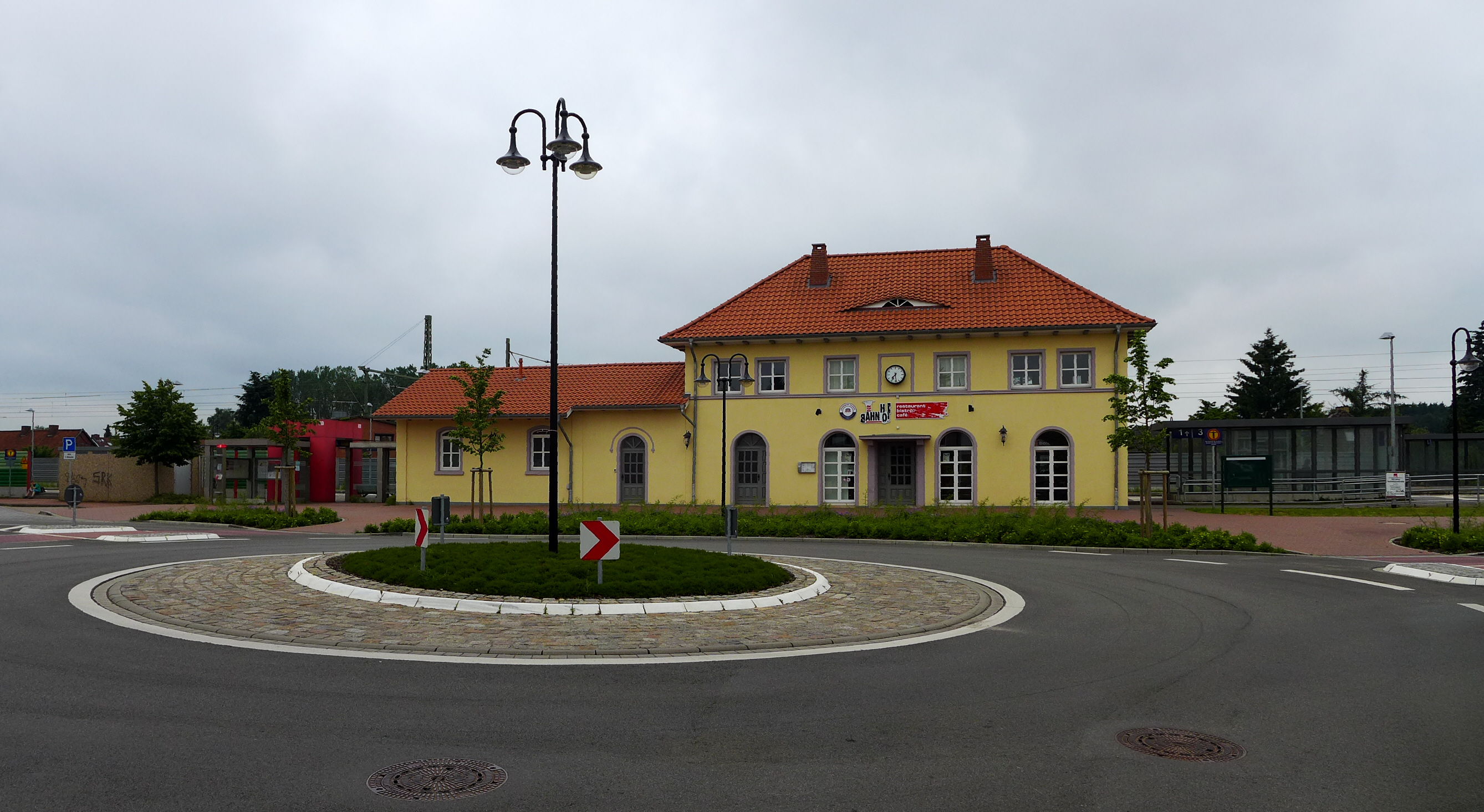
Empfangsgebäude des Bahnhofs

Der Bahnhof Bienenbüttel im Zentrum des Ortes liegt an der Bahnstrecke Lehrte–Hamburg-Harburg. Er wird im Stundentakt von der Metronom Eisenbahngesellschaft auf der Linie RE 3 Hamburg–Lüneburg–Uelzen(–Hannover) bedient. 
Der Ort liegt an der Bundesstraße 4. Die derzeitige Planung der A 39 von Lüneburg nach Wolfsburg sieht eine Trassenführung im Nordosten der Gemeinde Bienenbüttel entlang des Elbe-Seitenkanals vor.

## Wirtschaft
Bienenbüttel verfügt über die üblichen Einrichtungen eines Unterzentrums zur Bedienung der Grundversorgung. Produzierende Industriebetriebe gibt es u. a. in den Bereichen Automatisierungstechnik, Werkzeugbau, Lebensmittelindustrie und Nahrungsergänzungsmittel.

## Freizeit
Die Freiwillige Feuerwehr Bienenbüttel ist im Männer- und Frauenbereich mehrmaliger Gold- und Silbermedaillengewinner bei der Feuerwehrolympiade. Auch die Jugendfeuerwehr ist bereits Preisträger.
In Bienenbüttel gibt es ein beheiztes Freibad mit Riesenrutsche (40 m), Sprunganlagen (1 m und 3 m), 50-Meter-Wettkampfbahnen, großem Nichtschwimmerbereich und einer Wasser-Matsch-Erlebniswelt für die Kleinen.
Der Tennis-Sportverein verfügt über eine Tennisanlage mit fünf Plätzen.
Es gibt einen weiteren Sportverein (TSV, gegründet 1911) mit verschiedenen Sportangeboten, darunter u. a. Fußball, Handball und Kampfsport. Genutzt werden die Sporthalle der Grundschule, ein Gymnastikraum im Vereinsheim und die Ilmenauhalle, außerdem besteht ein Sportplatz mit zwei Groß- und einem Kleinspielfeld sowie einer Leichtathletikanlage mit 110-m-Aschenbahn, Weitsprung und Kugelstoßen. Außerdem befindet sich auf der Sportanlage eine Boule-Anlage.
Die Ilmenauhalle dient des Weiteren als Veranstaltungshalle und ist zugelassen bis max. 900 Personen, durch Trennwände ist eine Drittelung der Halle möglich.
Des Weiteren gibt es in Bienenbüttel eine Minigolfanlage, ein Internetcafé, Jugendzentrum und zwei Reiterhöfe.
Die waldreiche, leicht hügelige Umgebung ermöglicht ausgedehnte Wander- oder Radtouren.
Bienenbüttel ist beliebter Halte- und Einsetzpunkt für Wasserwanderer auf der Ilmenau. Der Einsetzpunkt befindet sich am rechten Ufer in Höhe der Brücke über die Ilmenau. Im Sommer steht hier auch ein Bauwagen mit abschließbaren Einzelfächern für bis zu acht Boote. Hier kann man die Boote – wie in einem Gepäckschließfach – einschließen und den Ort erkunden oder den Skulpturenpfad entlang der Ilmenau.

## Erziehung und Bildung
Vor Ort gibt es drei Kindergärten und eine Grundschule. Der Bau einer weiterführenden Schule wurde durch den Kreistag abgelehnt, obwohl durch die Gemeinde viele Zugeständnisse (Bauland, Kredit) gemacht wurden, stattdessen wurde die Gesamtschule in Bad Bevensen mit knapp 2000 Schülern in ihren Kapazitäten erweitert. Daher müssen die Kinder aus Bienenbüttel nach der 4. Klasse entweder nach Bad Bevensen oder nach Lüneburg fahren. Diese Entscheidung hat die Diskussion um eine Abtrennung vom Landkreis Uelzen und einen Anschluss an den Landkreis Lüneburg weiter angeheizt. Die nächstgelegenen Berufsbildenden Schulen sind in Uelzen und Lüneburg.

## Sehenswürdigkeiten

### Baudenkmale
In der Liste der Baudenkmale in Bienenbüttel sind für den Kernort Bienenbüttel acht Baudenkmale aufgeführt.